# Irinej Konstantinov
Irinej Konstantinov, in bulgaro Ириней Константинов? (Sofia, 23 marzo 1949), è un attore bulgaro.

## Filmografia parziale

### Cinema
- Berlino '39, regia di Sergio Sollima (1994)
- The Way Back, regia di Peter Weir (2010)

### Televisione
- La piovra 7 - Indagine sulla morte del commissario Cattani (1995)
- Il papa buono - Giovanni XXIII (2002)
- La moglie cinese (2006)
- Stuklen dom (2010 - 2011)